# 无尽干渴 (穹顶之下)
〈无尽干渴〉（英語：The Endless Thirst）是哥伦比亚广播公司制作的电视剧《穹顶之下》的第六集，于2013年7月29日首播。

## 剧情
小镇的水塔被意外损坏，之后水源地东湖又被甲烷污染，于是整个小镇因为资源的缺乏而陷入了暴乱之中，人们疯狂抢劫商店的物质。安吉告诉了罗斯她被小吉姆囚禁的经历，但这时想抢冰箱里的肉的邓迪兄弟闯入了餐厅，杀死了罗斯并敲晕了安吉。芭比帮助琳达控制了镇上的动乱，之后他冲进餐厅救了安吉一命，这时一场豪雨落下，人们欢呼着拿桶接水。
茱莉亚和豆迪推测无线电信号的干扰源可能与穹顶有关，豆迪准备了一个盖革计数器，她们一路追踪信号源直至乔和诺里，后者正在设法找到能救爱丽丝的胰岛素。乔和诺里给茱莉亚和豆迪看了他们癫痫症发作时的录像，他们一起碰到了穹顶，干扰却奇迹般消失了，而茱莉亚说服豆迪对这件事守口如瓶以保护乔和诺里。安吉在大吉姆家醒了过来，大吉姆与安吉做了个交易，只要安吉不说出她被囚禁的经历，她和弟弟乔就能得到保护，但是这时小吉姆突然出现，一脸惊讶的看着安吉和大吉姆愤怒的表情。

## 反响

### 收视
《无尽干渴》一集最早在2013年7月29日首播，有1141万美国观众看了这一集，其中18-49岁人群收视率是2.8/8，和上一集持平，在同时段排名第一。

### 评价
| 媒体             | 得分  |
| ---------------- | ----- |
| 影音俱乐部       | B     |
| IGN              | [ 4 ] |
| 《纽约杂志》网站 | [ 5 ] |

这一集收到的评论稍好一些。Zap2it网站的安德拉·莱贺给出中评，他特别就下雨的那场戏说：“那场雨下的有点低级，穹顶内有一个像豆迪说的‘小气候’的确很好，但是在那个时间下雨就有些陈词滥调了。我们也还没准备好看到茱莉亚和芭比的爱情，我们知道——多情的时刻，老公似乎成为一个调情的讨厌鬼，等等等等，但是他俩发展得还是有一点令人生厌的快了。”不过她的确有称赞这一集“《迷失》的感觉在继续”。说：“（这一集）展示了许多关于穹顶的起源的有趣的想法，我们已经知道这部剧要甩开原作的解释而且事实上比起原作的结尾我们更喜欢这个，甚至在我们其实不知道这部剧现在的解释是什么的情况下。”
IGN的马特·福勒给这一集打了8.0分（满分10分），说：“没错，这一集涉及了另一个事件，而且神奇的雨应该平息了一切，这些事越来越有趣了——琳达拔出了枪，马上就要放下，或者恐吓着要干掉一个居民——但是它完全解决了，却给我们展示了这个镇子的法律和秩序在面对如此暴乱时是多么准备不足的。

## 引用
1. ↑  . TheFutonCritic.com.   [2013-07-30].
2. ↑  . TVbythenumbers. 2013-07-29  [2013-08-02]. （原始内容存档于2013-08-01）.
3. ↑  Von, Scott. . The A.V. Club.   [2013-07-30]. （原始内容存档于2013-10-05）.
4. 1 2  Matt Fowler 29 Jul 2013. . Ca.ign.com.   [2013-07-30]. （原始内容存档于2013-07-30）.
5. ↑  Dionne, Zach. . Vulture.   [2013-07-30]. （原始内容存档于2021-02-18）.
6. ↑  . Blog.zap2it.com.   [2013-07-30]. （原始内容存档于2013-07-31）.